# توريس (جيان)
بلدية توريس (بالإسبانية: Torres) هي بلدية تقع في مقاطعة جيان التابعة لمنطقة أندلوسيا جنوب إسبانيا.

## الديموغرافيا
بلغ عدد سكان بلدية توريس 1.643 نسمة عام 2011 (وفقاً للمعهد الوطني الإسباني للإحصاء).
| 1.882 | 1.859 | 1.797 | 1.725 | 1.665 | 1.663 | 1.643 |

## معرض صور

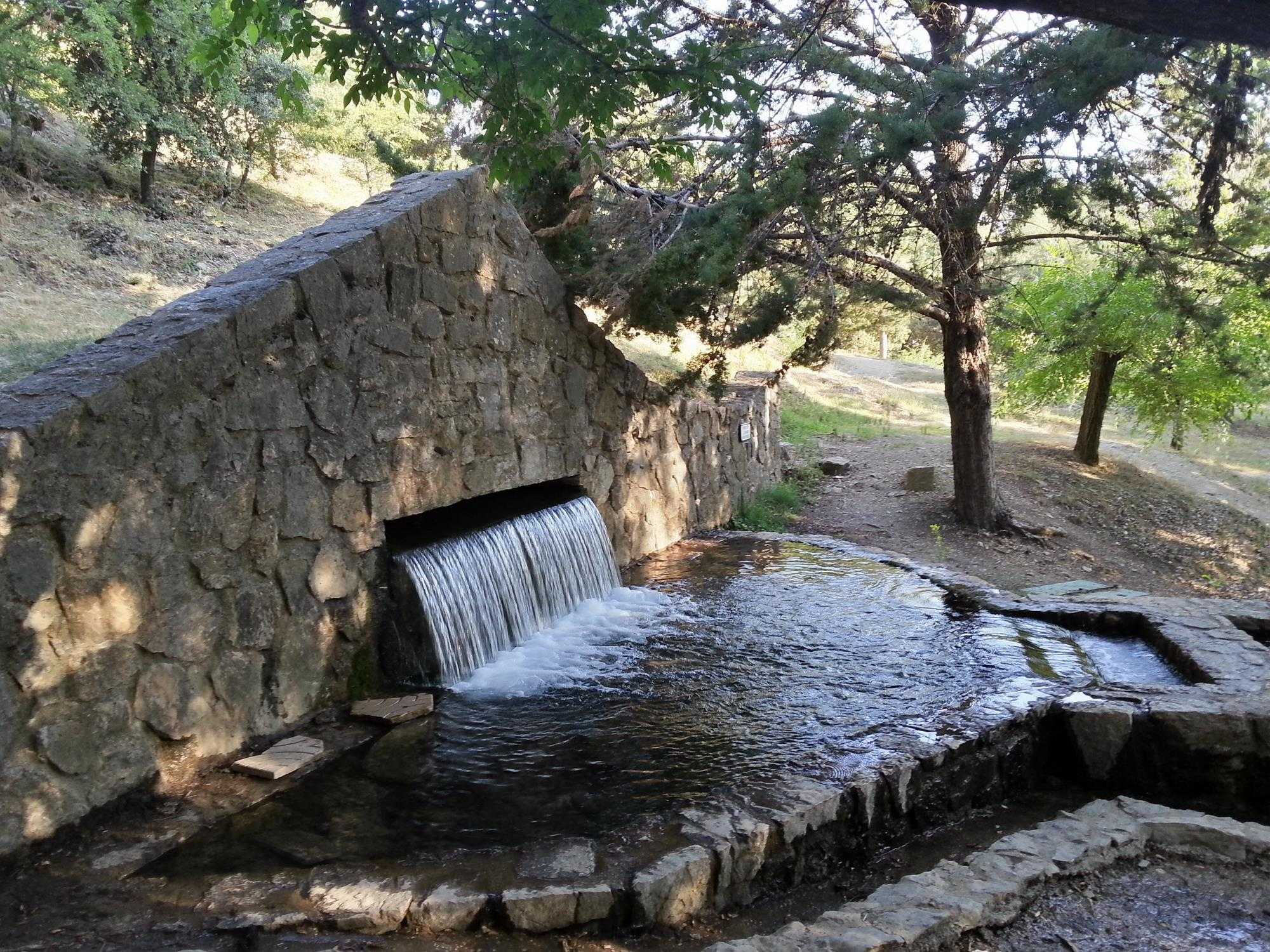
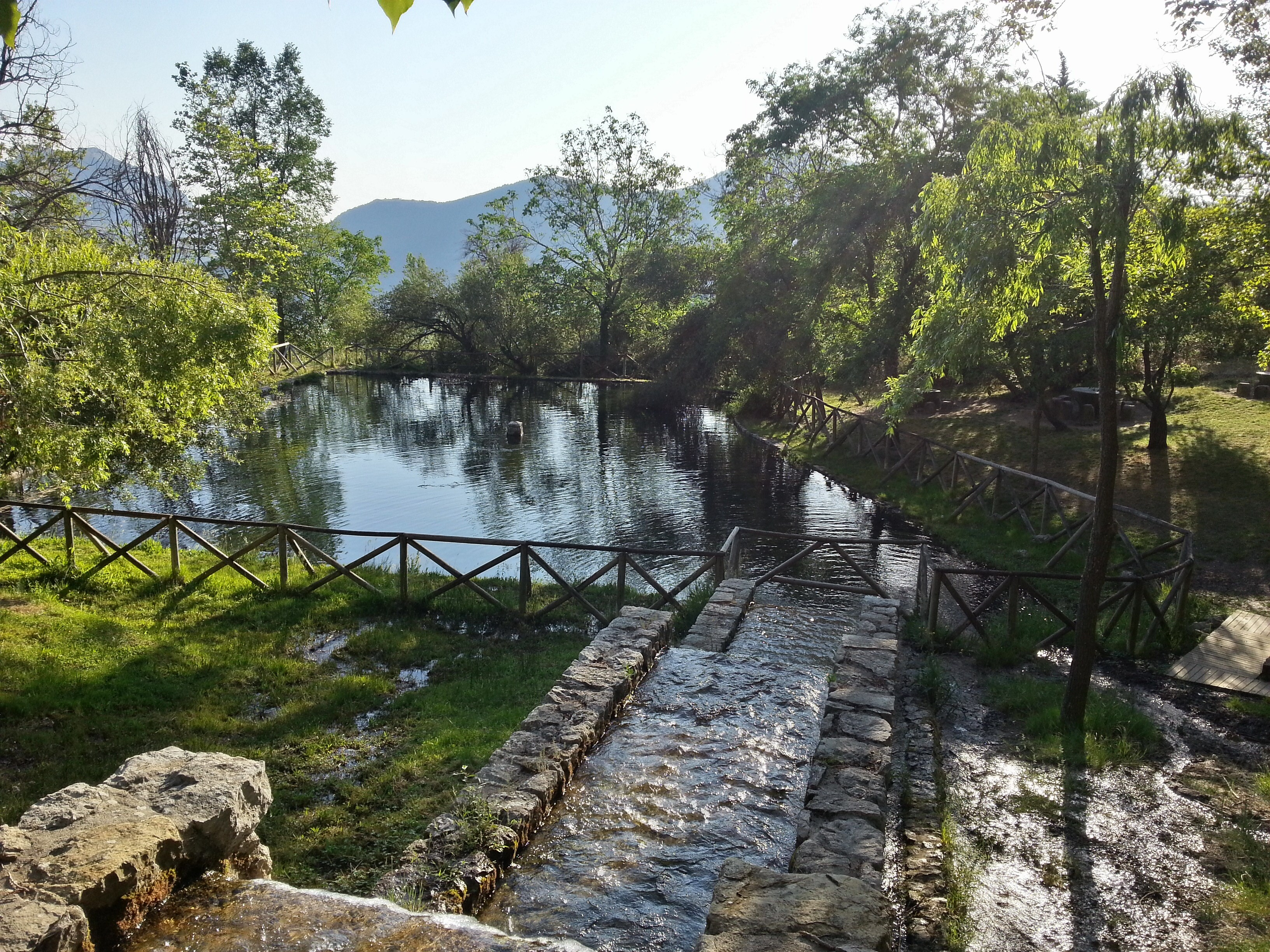
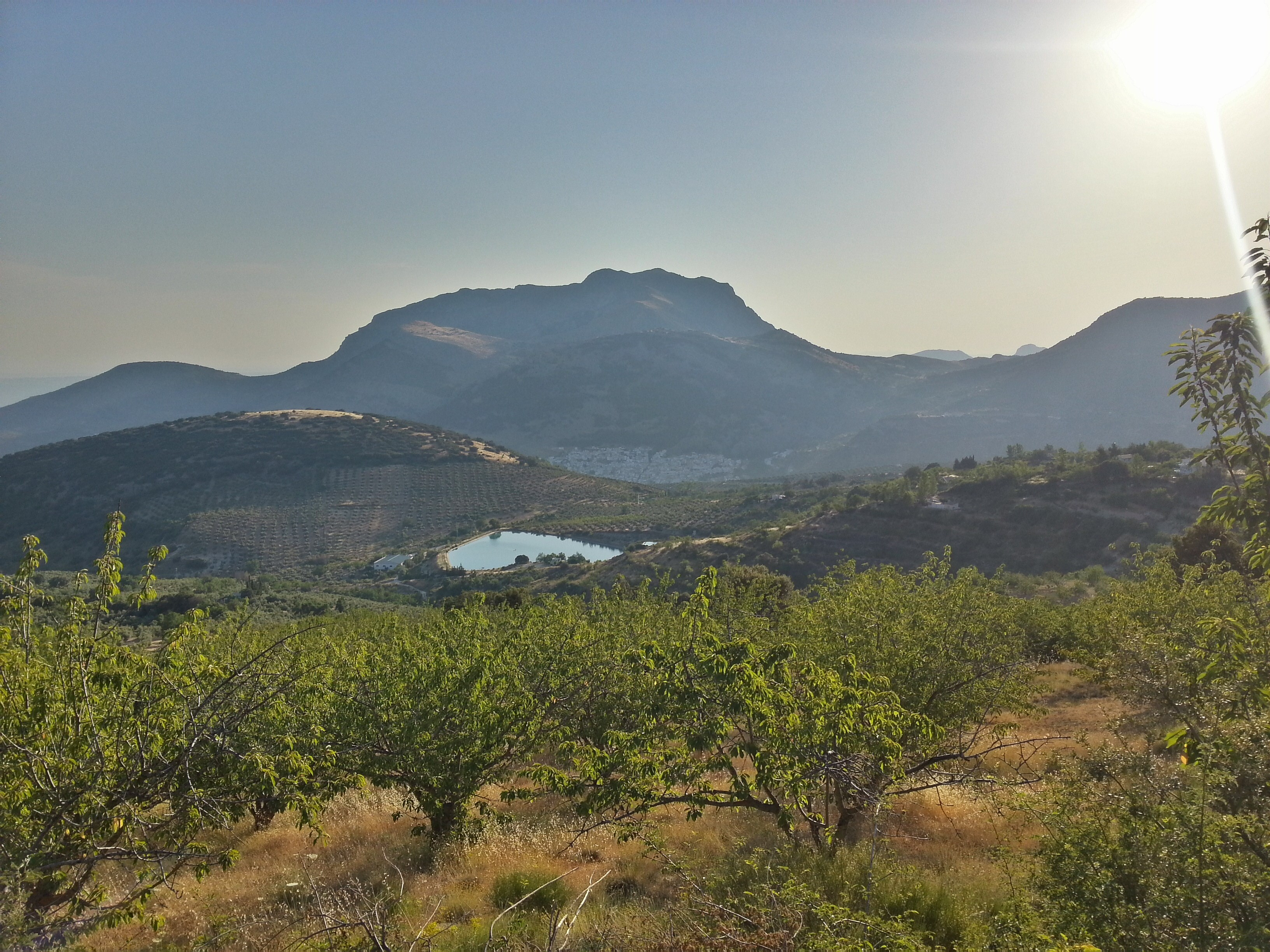
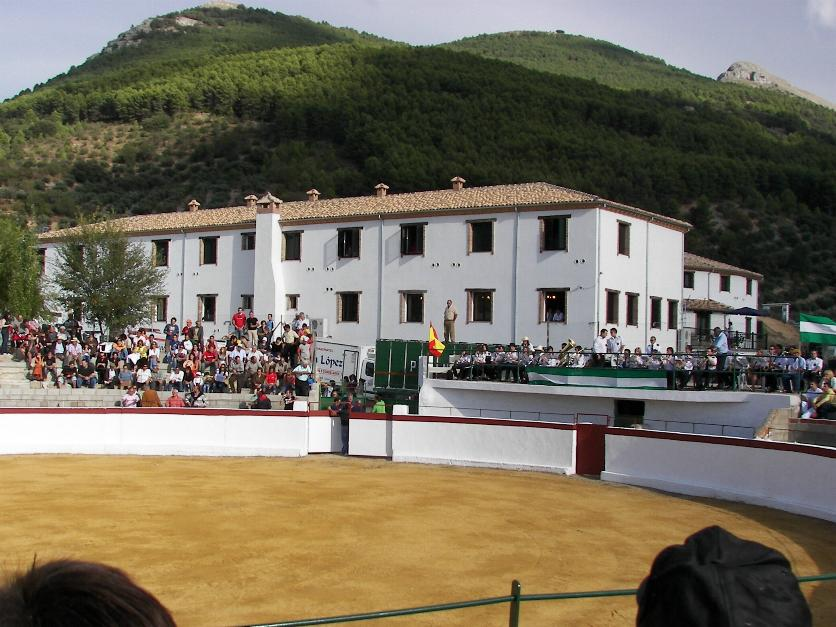
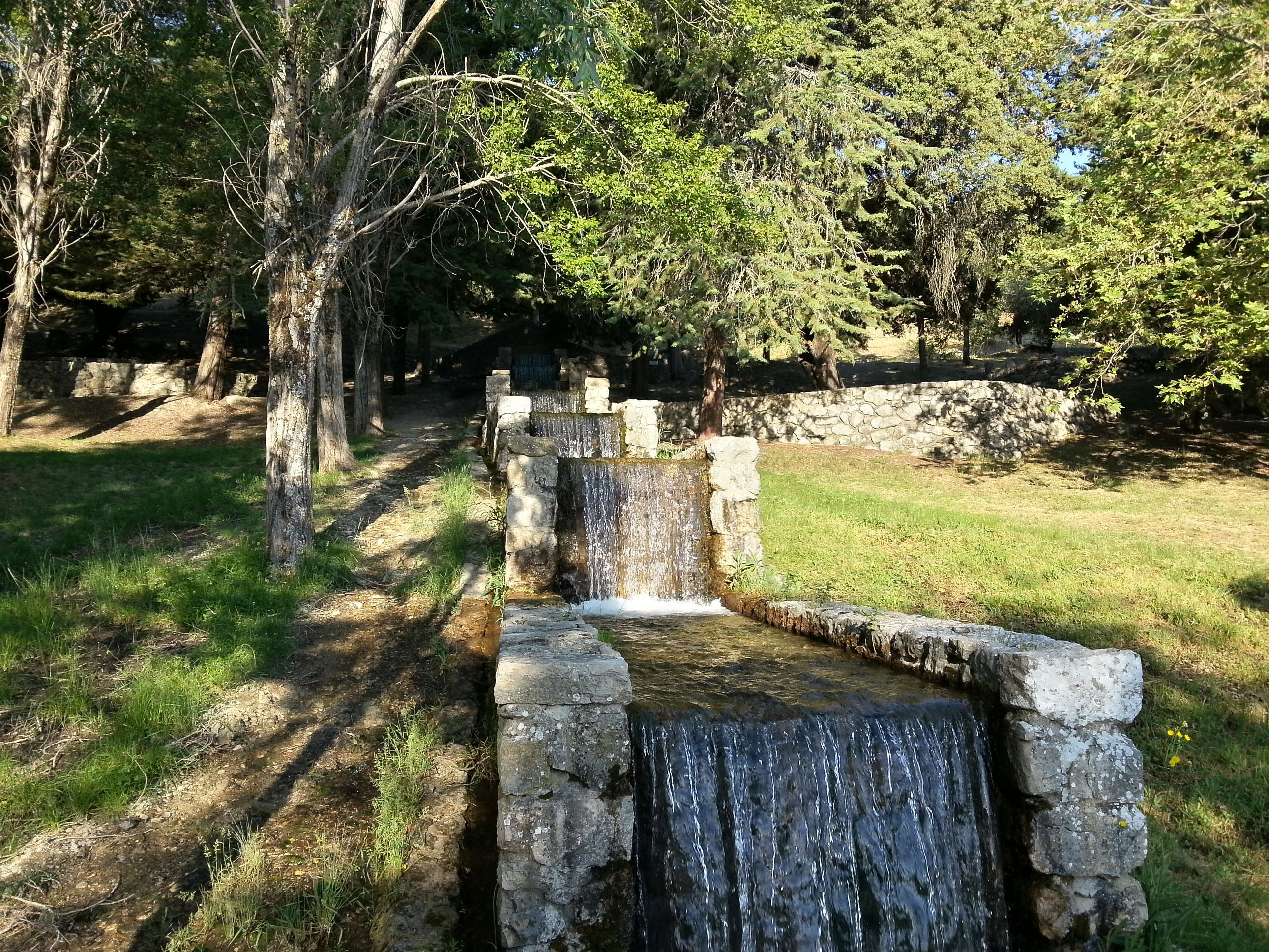